# موسیقی ازبکستان
موسیقی ازبکستان بازتاب‌دهندهٔ تأثیرات متنوعی است که در شکل‌دادن این کشور نقش داشته‌اند. این موسیقی بسیار شبیه موسیقی خاورمیانه است و مشخصه‌های آن را ضرب‌آهنگ‌ها و مترهای پیچیده تشکیل می‌دهند. بواسطهٔ تاریخ طولانی موسیقی در این کشور و تعداد زیاد سبک‌ها و سازهای متفاوت موسیقی، از کشور ازبکستان غالباً به‌عنوان یکی از کشورهای دارای بیشترین تنوع موسیقایی در آسیای مرکزی یاد می‌شود.

## موسیقی کلاسیک

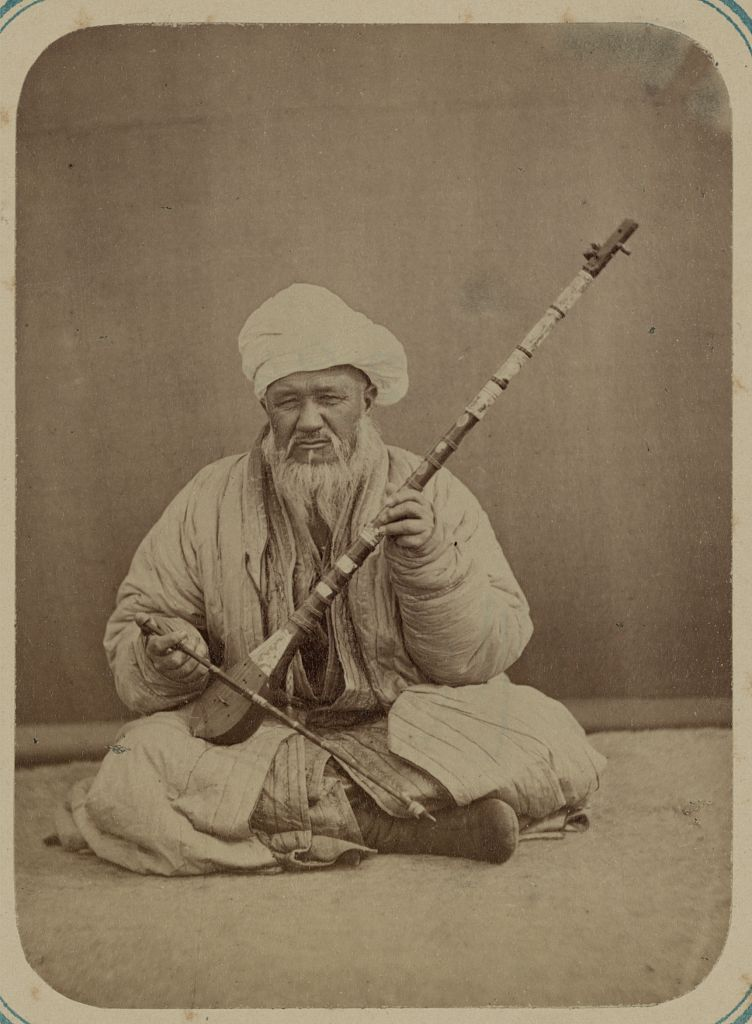
یک نوازنده سنتی آسیای مرکزی در حال نواختن تنبور آرشه‌ای.

موسیقی در منطقه‌ای که امروزه کشور ازبکستان در آن واقع شده‌است، دارای تاریخچه‌ای کهن و غنی است. باور بر این است که شش‌مقام، که یک سبک موسیقی کلاسیک متعلق به آسیای مرکزی است، در اواخر سدهٔ شانزدهم میلادی از شهرهای بخارا و سمرقند برخاسته‌است. اصطلاح «شش‌مقام» به ساختار این موسیقی که از شش بخش در مدهای موسیقایی مختلف تشکیل شده‌است، و از این نظر مشابه موسیقی سنتی ایرانی است، اشاره دارد. آثار این سبک موسیقی به واسطهٔ میان‌پرده‌های شعر صوفی خوانده‌شده به‌صورت دکلمه‌ای، منقطع می‌شوند و معمولاً در محدوده‌های صوتی پایین آغاز شده و پیش از اینکه دوباره به نوای (مقام) آغازین قطعه بازگردند، به تدریج به سمت یک نقطهٔ اوج سیر صعودی را طی می‌کنند.
در دههٔ ۱۹۵۰ محبوبیت موسیقی سنتی ازبکی کاهش یافت و پخش کردن این سبک در ایستگاه‌های رادیویی توسط شوروی‌ها ممنوع شد. با این حال شوروی‌ها این موسیقی را به‌طور کامل ممنوع نکردند. اگرچه این سبک موسیقی ممنوع شده‌بود، اما گروه‌های موسیقی سنتی به نواختن موسیقی به روش خود، و انتشار آن به‌صورت شخصی ادامه دادند.
تورگون عالیماتف، هنرمند مردمی ازبکستان، یک آهنگ‌ساز کلاسیک و سنتی ازبک، و نوازندهٔ تنبور، دوتار، و ساتو است. قطعاتی که توسط او ساخته شده‌اند شامل «سه‌گاه»، «چورگوه»، «بوزروک»، «ناوو» و «تناور» می‌شوند. تصویر او با افتخارات ملی ازبکستان در هم آمیخته‌است و به‌عنوان نماد موسیقی کلاسیک ازبکستان به جهان شناسانده شده‌است.
شرالی ژورایف خواننده‌ای در سبک موسیقی سنتی ازبک است. دولت ازبکستان از سال ۲۰۰۲ پخش اجراهای او در تلویزیون ازبکستان، و همچنین اجراهای عمومی او را به‌دلیل «بی‌اعتباری سیاسی» ممنوع کرده‌است.
در سال‌های اخیر خوانندگانی همچون یولدوز عثمانوا و سوارا نظرخان با ترکیب ملودی‌های سنتی با سازبندی و ضرب‌آهنگ‌های مدرن، موسیقی ازبکی را به گوش جهانیان رسانده‌اند.

## موسیقی‌دان‌ها
- آری باباخانف
- لولا استانوا

## هنرمندان و گروه‌ها

### هنرمندان ازبکی

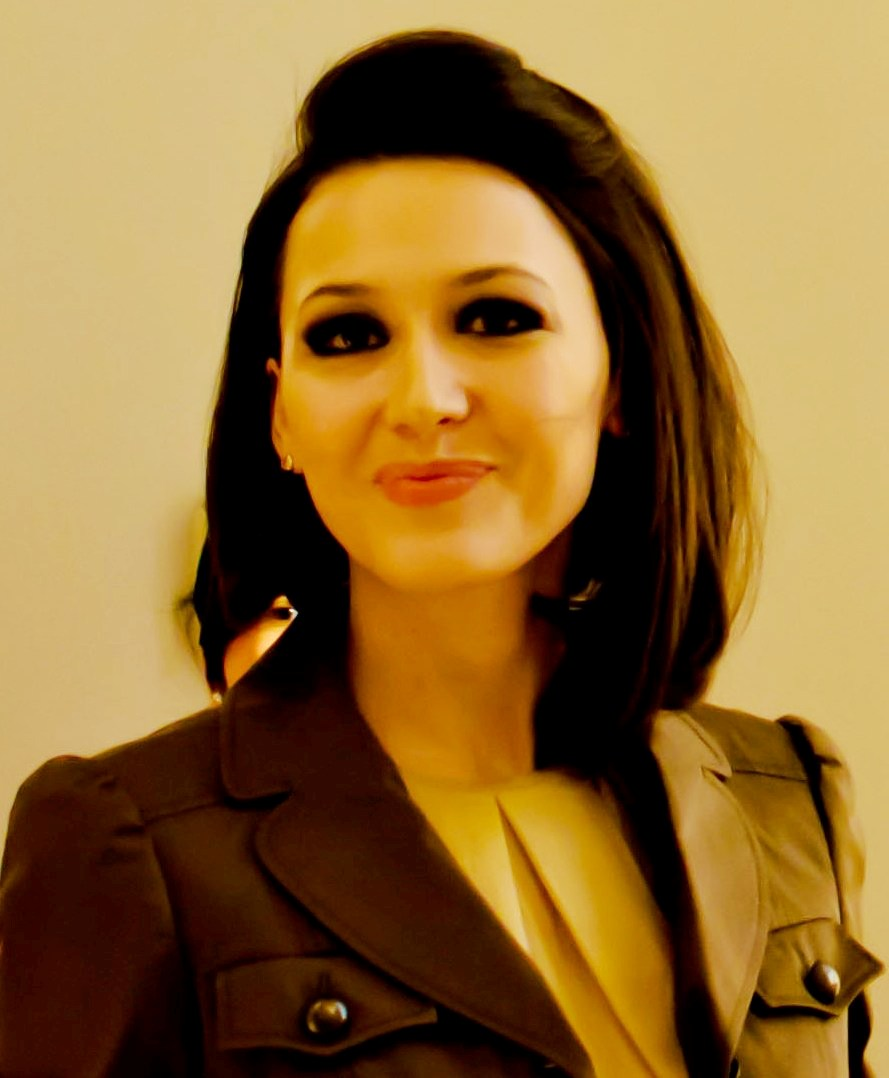
لولا یولداشوا

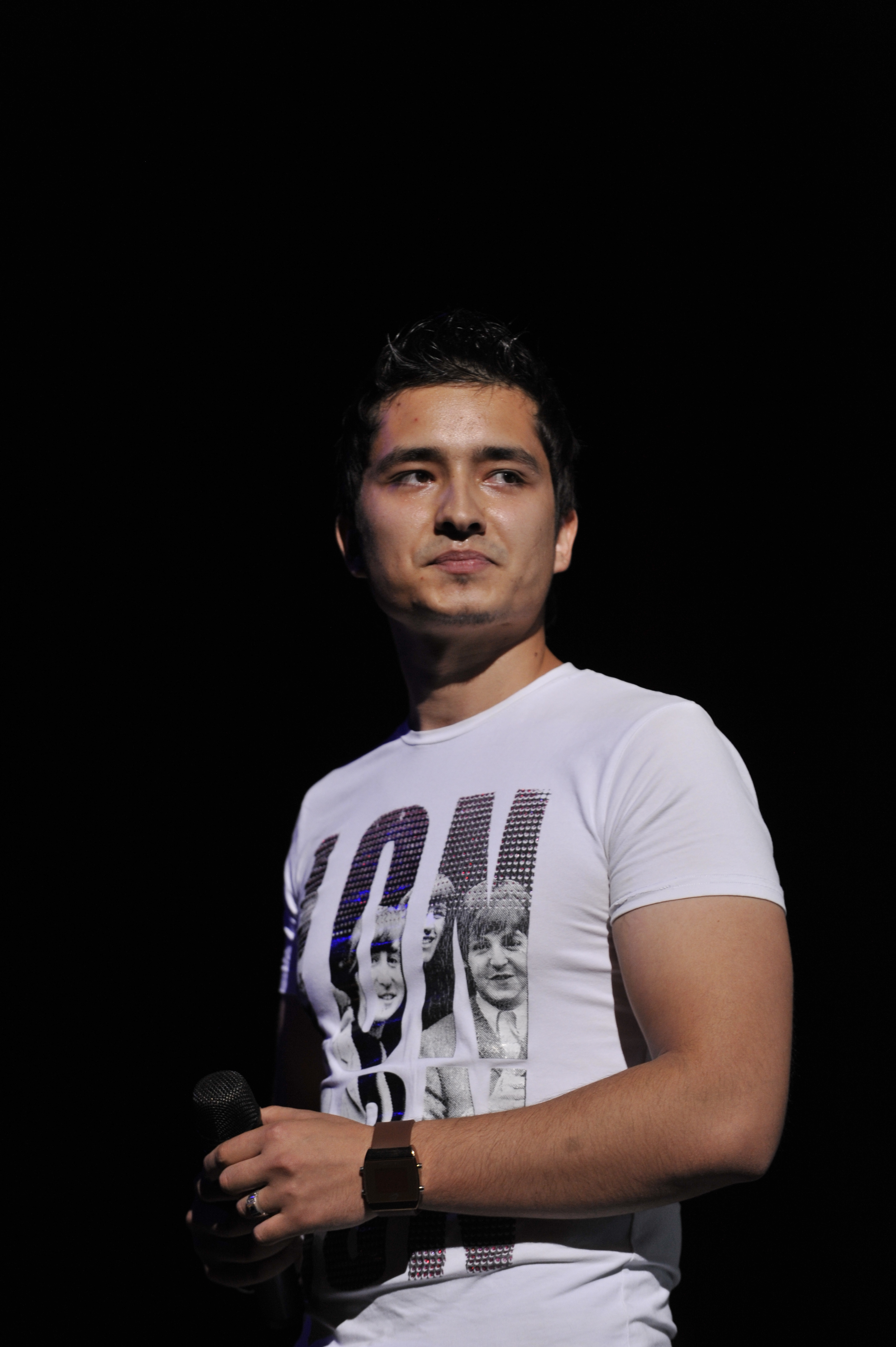
دلیر خان‌زاده

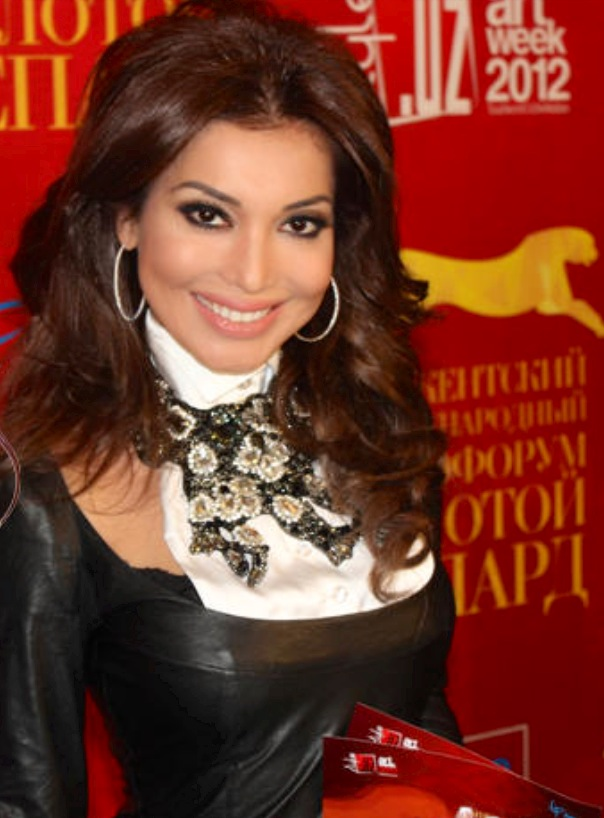
ریحان گانیوا

- انور جی'
- بوتیر زکیرف
- دلیر خان‌زاده
- ریحان
- سوارا نظرخان
- علیشر یوزوقف
- فیروزه جمعه‌نیازوا
- لولا یولداشوا
- یولدوز توردیوا

### گروه‌های ازبکی
- بوجالار
- دادو
- نایت ویند
- یالا

## آهنگ‌سازها در سنت کلاسیک غربی
- پولینا مدیولیانوا
- دیلوروم سایدامینوا
- دیمیتری یانف-یانوسکی
- فبیکس یانف-یانوسکی
- متوکل برهانف
- میرصدیق توجیف

## سازها

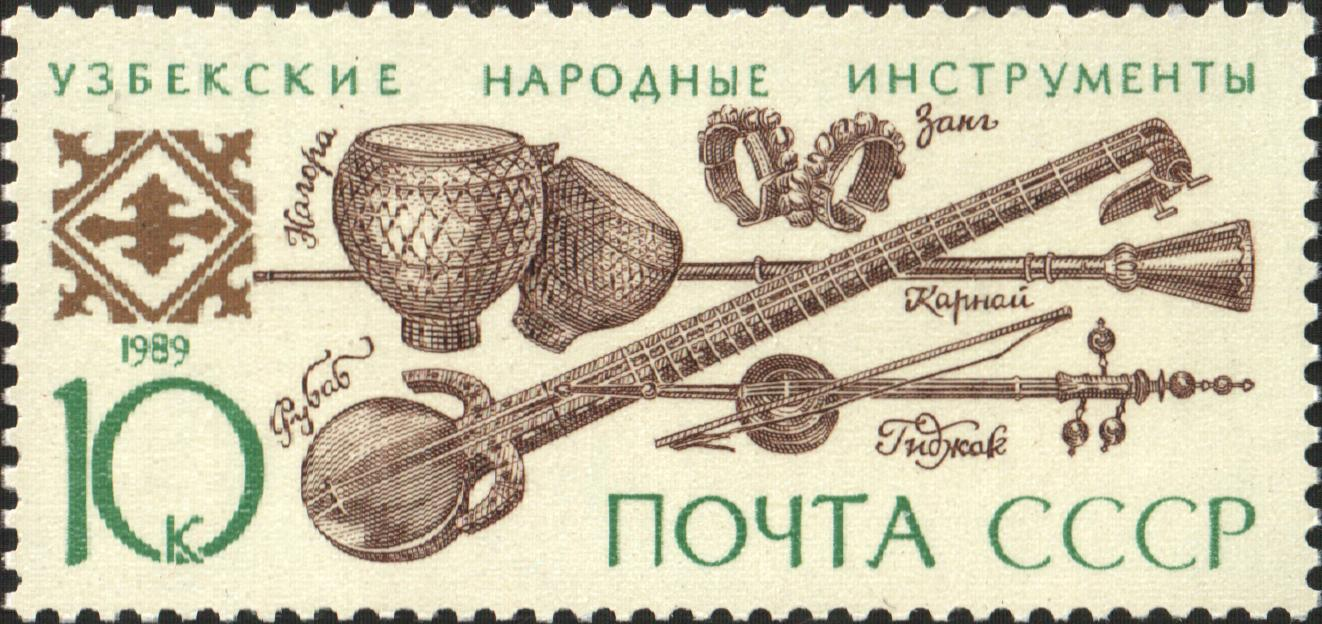
یک تمبر پستی شوروی دربردارندهٔ تصویر سازهای موسیقایی ازبکستان

تعداد زیادی از سازهای موسیقی در ازبکستان یافت می‌شوند. سازهای سنتی عبارتند از:

### زهی
- بربط (لوت دسته‌بلند فرت‌دار)
- تار (لوت دسته‌بلند فرت‌دار)
- تنبور (لوت دسته‌بلند فرت‌دار)
- چنگ (نوعی سنتور ضربه‌ای)
- دوتار (لوت دسته‌بلند فرت‌دار)
- رباب (لوت دسته‌بلند فرت‌دار)
- گیجک (نوعی کمانچه آرشه‌ای)

### بادی
- سرنا (ابوای بلند)
- قشنای (سازی شبیه کلارینت ساخته شده از نی)
- کرنا (ترومپت طویل)
- نی (فلوتی با دمش جانبی)

### کوبه‌ای
- دایره (درام قاب‌دار)
- دهل (طبل)
- نقاره (طبلی به شکل کاسه با پوست در بالا)
- قاشیق (ساز قاشقی)
- زنگ (به‌شکل دستبند)